# Беззащитный (телесериал, 1975)
Беззащитный (исп. Lo imperdonable) — мексиканская 120-серийная мелодрама с элементами драмы 1975 года производства телекомпании Televisa.

## Сюжет
Алехандра Фонсека — домохозяйка, которая живёт в городе Сан-Кристобаль вместе со своей семьёй. Она замужем за адвокатом Маурисио Фонсека, и имеет двух детей Эдуардо и Глорию, также в доме проживают строгая свекровь Донья София, сестра Алехандры Сара и горничная Росалия. Жизнь Алехандры напоминает тюремное положение — она испытывает давление и репрессии Доньи Софии, которая заставляет своего сына относиться к ней очень плохо и холодно.

## Создатели телесериала

### В ролях
- Ампаро Ривьелес — Паулина Посада де Фонсека/Андреа Рейна
- Армандо Сильвестре — Маурисио Фонсека Альварес дель Кастильо'
- Рохелио Герра — Альваро
- Ракель Ольмедо — Берта Дуваль
- Энрике Альварес Феликс — Кай Фонсека Посада
- Сусана Досамантес — Анхела Фонсека Посада
- Марилу Элисага — Донья София Альварес дель Кастильо, вдова де Фонсека
- Норма Ласарено — Сара Фонсека Альварес дель Капетильо
- Альфредо Леаль — Артуро Рей
- Мигель Мансано — доктор Рейна
- Эктор Бонилья — Эрнесто
- Саша Монтенегро — Сония
- Эмилия Карранса — Росалия Эрика Салас
- Глория Майо — Нелли Фарка
- Пилар Пельисер — Адриана
- Сусана Кабрера — Суси
- Мильтон Родригес — Виктор Анхельини (Убит Бертой)
- Серхио Барриос — адвокат Кано
- Атилио Маринелли — Альберто
- Карлос Флорес — Эктор
- Алисия Паласиос — Мария
- Луси Товар — Лусия
- Альфонсо Меса — доктор Рикардо Лара
- Альберто Инсуа — доктор
- Эдит Гонсалес — Глория (ребёнок)
- Хуан Хосе Мартинес Касадо — Эдуардо (ребёнок)
- Патрисия де Морелос — Мадам Коллинс
- Сильвия Манрикес
- Луис Урибе

### Административная группа
- оригинальный текст: Каридад Браво Адамс
- адаптация: Фернанда Вильели
- режиссёр-постановщик: Ноэ Алькантара
- продюсер: Эрнесто Алонсо